# ポメラニア戦役 (1715年-1716年)
ポメラニア戦役（独: Pommernfeldzug）は、大北方戦争中の1715年5月1日から1716年4月19日にかけて、プロイセン、デンマークとザクセンの連合軍がフォアポンメルン及びオーダー河口に残存した、もしくは奪還されたばかりのスウェーデンの所領を、ヴィスマールの町ともども征服した作戦行動である。
その主目標は、これまで3回にわたる攻囲が失敗に終わっていたシュトラールズント要塞である。リューゲン島、ウーゼドム島、ヴィスマールやバルト海の制海権を巡る様々な、一部は同時に進行した戦闘はその前哨戦となった。そしてシュトラールズントは1715年12月23日、ヴィスマールは1716年4月19日に占領される。シュトラールズントはデンマーク領となったが、早くも1720年に結ばれたフレゼリクスボーの和約でリューゲン島と、ペーネ川以北の土地ともどもスウェーデンに返還されている。その後、なお1世紀ほど後の1815年まで、これらの土地はスウェーデンの領土として残るのである。同時にヴィスマールも、デンマークからスウェーデンに返還された。
この戦役には全期間にわたってデンマーク国王フレゼリク4世と、プロイセン国王フリードリヒ・ヴィルヘルム1世が参加している。

## 前史

### スウェーデン領ポメラニアにおける軍事行動
大北方戦争（1700年-1721年）中の1711年8月29日、国王フレゼリク4世の指揮下にメクレンブルクを発ったデンマーク軍が、ダムガルテンからスウェーデン領ポメラニアへと侵攻した。同地のスウェーデン軍は、カール・グスタフ・デューカー大佐率いる8,000名のみであった。また同年9月の初頭、ロシア軍とザクセン軍がデンマーク軍に加わる。この軍団はノイマルクとウッカーマルクを経由し、ほどなくデンマーク軍に合流したのである。数的劣勢に立たされたスウェーデン軍は、それゆえシュテッティーン要塞、シュトラールズントとリューゲン島に防衛線を引き下げた。

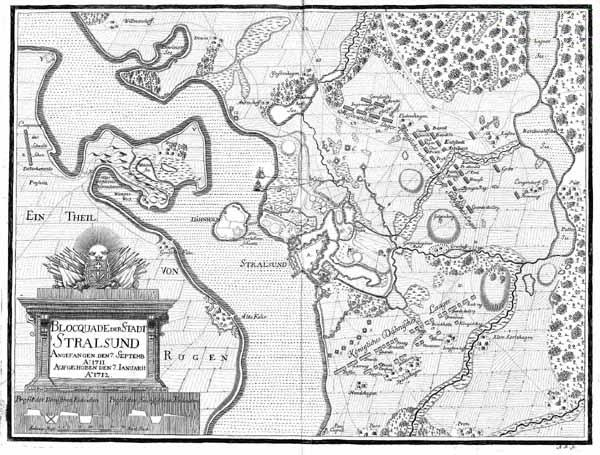
1711年から1712年にわたる第一次シュトラールズント攻囲戦。

1711年9月7日以降、連合軍は初めてシュトラールズントの攻囲に至った。しかし同軍には重砲もなく、約30,000名の兵力を養うだけの兵糧も不足していた 。同年12月8日、シュトラールズントを支援するべくスウェーデン軍6,000名がリューゲン島に上陸すると、連合軍は1712年1月7日、17週間に及んだ攻囲戦を打ち切って撤退し、メクレンブルクで冬営に入る。
1712年5月、改めてロシア軍がポンメルンに進攻し、ザクセン軍7,000名とロシア軍38,000名の連合軍をもってシュトラールズントに対する2回目の攻囲戦を敢行した。しかし同年9月26日、スウェーデンのマグヌス・ステンボック元帥率いる10,000名がリューゲン島に上陸するとシュトラールズントの攻略は不可能となり、攻囲戦は再び失敗に終わった。しかし、ステンボック元帥のための補給物資はリューゲン沖の海戦でスウェーデン軍の輸送艦隊が壊滅した時、デンマーク海軍によって沈められた。それでも1712年の末、元帥は連合軍をポンメルンから撃退し、戦線をメクレンブルクやホルシュタインへ移すことに成功する。
その後、勝利を収めた連合軍がホルシュタインから再びポンメルンに進攻すると、1713年6月にはシュトラールズントが3回目の攻囲を受けた。しかし、それは10月に中断されている。同年8月にはアレクサンドル・メーンシコフ将軍率いるロシア軍とザクセン軍が、4,300名の守備隊を擁するシュテッティーンへの攻撃を始めていた。この町は同年9月13日、ザクセン軍が攻城砲で実施した8時間にわたる砲撃によって町の大部分が破壊された末、降伏する。同年10月6日、交渉と連合軍に対する400,000ライヒスターラーの支払いを経てプロイセンの部隊がシュテッティーンに入城した。その間にスウェーデン領ポメラニアは、シュトラールズントを除いて完全にデンマーク、ロシアとザクセンの連合軍に征服され、中立国であるプロイセンに占領されていたのである。
スウェーデン国王カール12世が自身の頭越しに結ばれたこの協定への賛同を拒絶したため、プロイセンは冗長な交渉の末に中立的な外交姿勢を捨て、まず1714年6月12日にロシアと条約を締結し、フォアポンメルンの領土をペーネ川まで最終的に獲得する確約を得た。後に同じ意味の条約をデンマーク、イギリス（ハノーファー）、ザクセンの各国とも取り交わしている。

### スウェーデン国王カール12世の帰還（1714年11月）
1709年、ポルタヴァの戦いで壊滅的な敗北を喫したスウェーデン国王カール12世は、5年間をオスマン帝国で過ごした後、1714年11月11日からスウェーデン領の要塞都市シュトラールズントに滞在していた。彼は当時、オスマン帝国に属していたルーマニアからポンメルンまでの2,400キロメートルを、15日間で一気に駆け抜けることに成功した（ピテシュティからシュトラールズントへ向かうカール12世の騎行）。町の住民の歓声に囲まれつつ、事態を見誤っていたカール12世の目標は、ポンメルンにおけるかつての勢力関係の修復であった。その指導の下、最大10,000名が参加した要塞施設の補強工事が促進される。さらに彼は小規模で装備も貧弱ながら、自身に忠誠を誓う軍団を召集した。
1715年1月、カール12世は作戦を開始し、シュトラールズント要塞を保全するべくリューゲン島の南岸と東岸に兵を配した。同年2月23日には、プロイセン軍が20名の守備隊を配置していたヴォルガストを占領する。4月22日、スウェーデン軍はウーゼドム島に上陸するとプロイセンの小部隊を圧倒した。これを受けてフリードリヒ・ヴィルヘルム1世はスウェーデン公使を追放し、計画されていた戦役の開始を指示したのである。

## ポメラニア戦役（1715年5月1日-1716年4月19日）

### 連合軍の編成
連合軍はプロイセン、ザクセンとデンマーク各国の軍から構成されていた。プロイセンは、この同盟の中で自軍の数的優位を背景に、陸上で遂行される作戦において主要な役割を担った。これに対し、デンマークはその強力な艦隊によって海上の指揮権を託された。これら3カ国の軍は、常に各国の司令官が、他の同盟国の同職と協議した上で運用されている。

#### プロイセン
歩兵
- 36個大隊（合計25,299名）
- 1個義勇中隊（67名）
- 1個猟兵中隊（猟兵40名）

騎兵
- 40個中隊（合計7,202名）

予備

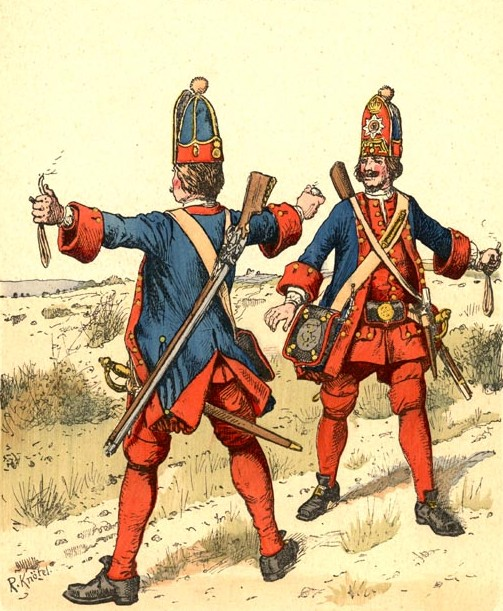
1715年頃のプロイセンの擲弾兵。

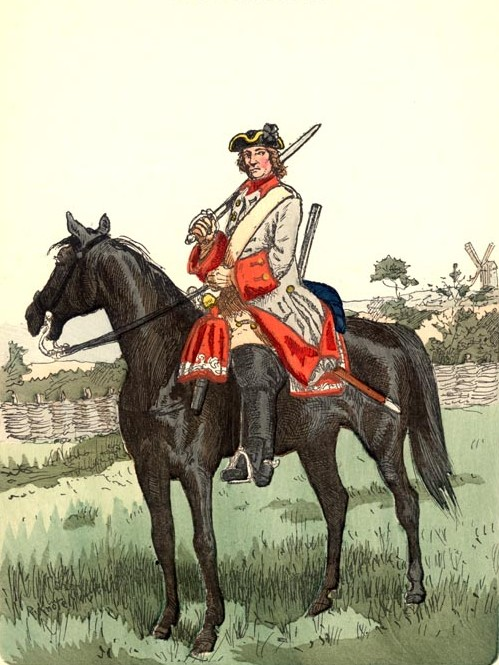
1715年頃のプロイセンの胸甲騎兵。

- 7個歩兵大隊、15個騎兵中隊（合計7,636名）

砲兵
- 6ポンド砲12門
- 3ポンド砲8門
- 24ポンド砲80門（重砲）
- 臼砲40門
- 榴弾砲2門
- 工兵1個部隊（Mineur、24名）
- 1個架橋部隊（Pontonier、24名）
- 平底舟20隻

#### ザクセン
- 8個歩兵連隊
- 10個騎兵中隊
- 3ポンド砲6門
- 合計8,000名

#### デンマーク
- 24個歩兵大隊
- 44個騎兵中隊
- 合計24,000名

### シュトラールズント攻囲戦の開始に至る作戦行動
1715年5月1日、それまで中立を保ってきたプロイセンはスウェーデンに宣戦した 。この時点では、カール12世の再征服によってシュトラールズント及びヴィスマールの要塞化された港や、リューゲン島、ウーゼドム島及びいくつかの小さな島がスウェーデンの掌中にあった。その他の地域は、引き続き連合軍が占領していた。
1715年5月1日以降、プロイセン軍はシュテッティーン近郊で野営を敷く。そこに14日後、アウグスト・クリストフ・フォン・ヴァッカーバート大将指揮下のザクセン軍8,000名が合流する。プロイセン軍の上級指揮権は、国王フリードリヒ・ヴィルヘルム1世が自ら担った。元帥アンハルト＝デッサウ侯レオポルト1世は、その下で指揮を執る。彼は経験豊富な指揮官であり、すでにスペイン継承戦争（1701年-1714年)においてもプロイセンの派遣軍を率いていたのである。
デンマーク軍の前進が遅滞したため、当初はペーネ川で前哨部隊の小競り合いが発生するに留まった。
同軍がメクレンブルクへの進撃を開始したのは、6月も後半に入ってからである。フリードリヒ・フォン・レーガルト中将指揮下の歩兵4個大隊と騎兵12個中隊を伴うデンマーク軍が、2,500名の守備隊を擁し、ドイツにおけるスウェーデン側の第二の基地となっていたヴィスマールを包囲した。フリードリヒ・ヴィルヘルム1世もフォン・デア・アルベ少将に歩兵2個大隊と騎兵12個中隊を与え、攻囲軍を増強する。これによって、その兵力はおよそ8,000名となった。さらに、海上ではデンマークの艦艇がヴィスマールへの連絡を遮断した。
6月28日、プロイセン＝ザクセン連合軍はついにシュテッティーンの陣営を出発した。プロイセン軍は抵抗を受けることなくローツで、ザクセン軍はヤーメンでペーネ川を渡り、7月中旬にシュトラールズントの近郊でデンマーク軍と合流する。これらの軍団はヴュルテンベルク公カール・ルドルフ元帥の指揮下にダムガルテンでレックニッツ川を渡ったが、やはり敵軍の抵抗を受けなかった。
その前にカール12世は、ポンメルンに残っていた部隊をシュトラールズントへ撤収させていた。数でも質でも連合軍の方が優位に立っていたので、平野における決戦を避けたかったのである。特に指揮下の騎兵は、野戦に臨むだけの戦力がなかった。そのほとんどは騎馬を持たないか、戦場には不向きな農耕馬しか利用できなかった。

### シュトラールズント攻囲戦の間の作戦行動

#### ウーゼドム島の攻囲、海戦と攻略

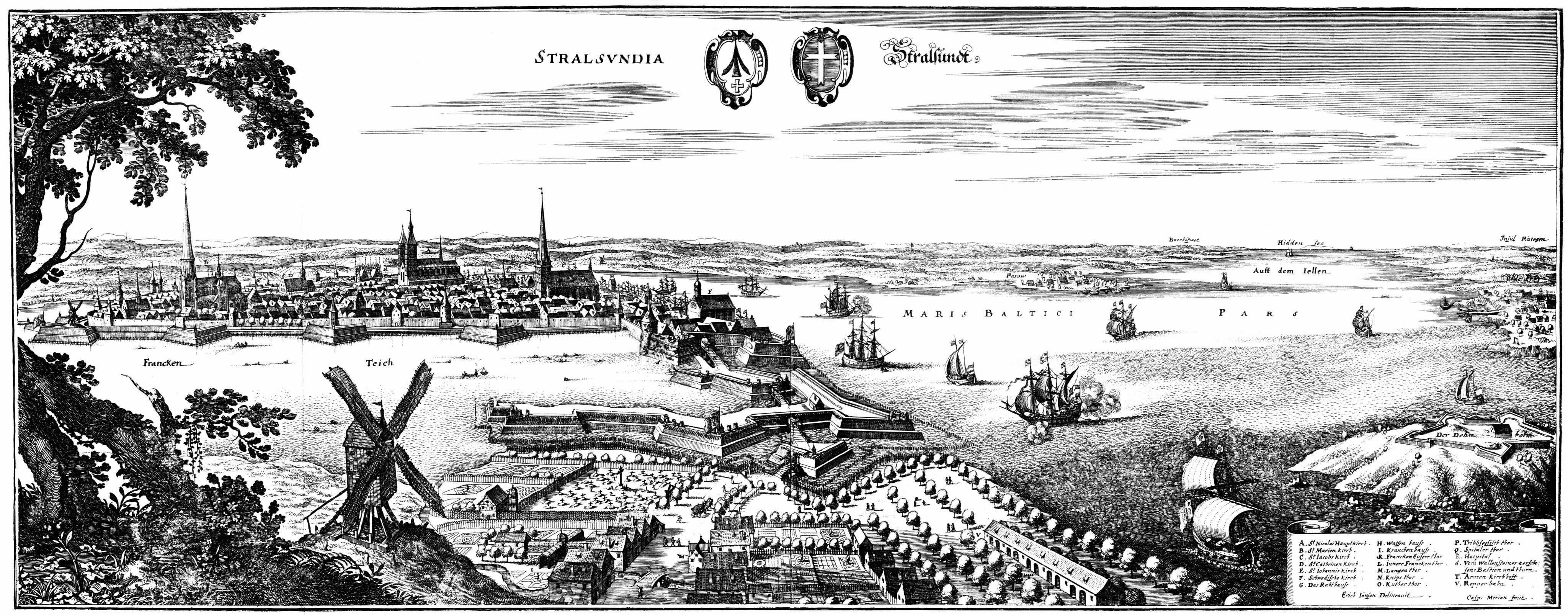
1640年頃のシュトラールズント。

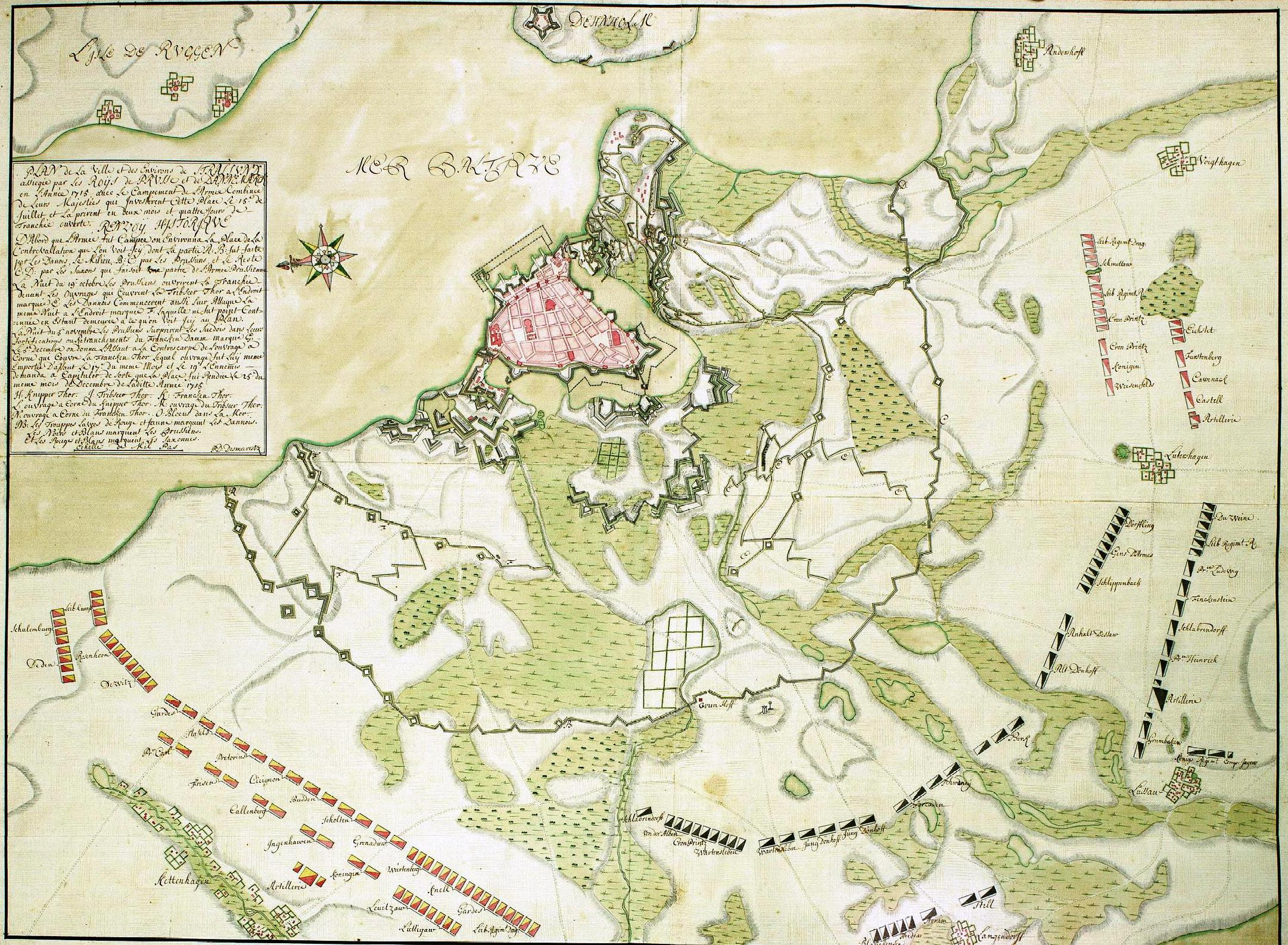
1715年のシュトラールズント攻囲戦を描いた絵画。

1715年7月15日、3カ国の連合軍がシュトラールズントの近郊で合流し、シュトラールズント要塞の攻囲が始まった。海辺にあり、陸では大きな数々の池に囲まれた、この要塞へ通じる道は三つの堤防のみである。それらは南東のフランケンダム、南西のトリープゼーアー・ダムと、ダムガルテンから町へと続く途上にあるクニーパーダムであった。強力な外堡群が堤防への道を守っており、フランケン門前面の大きな堡塁は要塞化されたデーンホルム島によって、海から援護を受けていた。さらにたくさんの防壁と、多数の大砲があった。また攻囲軍の目前には、広大な湿原が広がっている。要塞自体には、15,000名の兵がいた。
フランケン門に面する南側の部分はザクセン軍、トリープゼー稜堡に臨む中央部はプロイセン軍、クニーパー稜堡前面の北側はデンマーク軍が担当することと決まる。シュトラールズントに臨む連合軍の兵力はおよそ50,000名であり、スウェーデン軍の数倍にもなった。またこの攻囲戦には、プロイセン国王フリードリヒ・ヴィルヘルム1世とデンマーク国王フレゼリク4世も参加している。スウェーデン軍の出撃に備えて、連合軍は防衛線を構築した。10月に攻城砲が届くまで、攻囲軍は町を封鎖するに留める。各部隊は、長期の攻囲戦に対応するべく兵舎を建てた。
シュトラールズントを占領する準備となったのは、リューゲン島の制圧である。連合軍のリューゲン島への上陸を阻むべく、スウェーデンの海軍部隊は7月、島の南東にあるグライフスヴァルト湾に没収していた数々の商船や漁船を沈めた。浅い水深のため、ただでさえ困難なグライフスヴァルト湾への進入は、これらの閉塞船によってさらに難しくなった。湾の完全な閉鎖を果たすため、カール12世はウーゼドム島の北端にあるペーネミュンデ砦と、ペーネ河口の前面に位置するルーデン島の防備を固めさせ、強力な守備隊を配した。
その間にデンマーク海軍のセーステッド中将率いる戦隊が、浅海に対応した平底船やガリオットを伴ってグライフスヴァルダー・オイエに到着した。続いてルーデン島への突破を目指したデンマーク海軍の試みは、同島近海に展開していた8隻の軍艦から構成される、スウェーデン艦隊によって無に帰す。
戦列艦22隻を伴うスウェーデン艦隊がこの海域に到着した後の7月21日、デンマークのセーステッド提督はウーゼドム島周辺の浅い海に退避し、救援を求めるためヴィネタ岩礁付近に投錨することを強いられた。さらに、浅海に対応したスウェーデンの軍艦数隻がシュテッティーン潟に進入し、オーダー河口を哨戒する。この時、同戦隊はシュテッティーンへの接近さえ敢行した。
連合軍のさらなる計画は、スウェーデンが保持していたウーゼドム島の攻略を予定していた。同島の確保は、シュトラールズントで使用する重砲をシュテッティーンからアンクラムへ、潟を渡って運ぶために必要だったのである。ゲオルク・アブラハム・フォン・アルニム中将が、ウーゼドム島をスウェーデン軍から奪還する任務を受けた。彼は7月31日の早朝、騎兵800名と歩兵2,000名をもってスヴィーネ川の渡河を強行する。現地の渡しには、約600名のスウェーデン兵がいた。この部隊はプロイセン騎兵の襲撃を受けて敗れ、300名が捕虜となる。プロイセン軍にとって遥かに困難な展開となったのは、陸側からは湿地を通過しないと到達できなかったペーネミュンデ砦への攻撃である。この砦は450名のスウェーデン兵が守っていた。
まず必要となったのは、攻城砲を運び込むことである。潟で作戦行動を取っていたスウェーデンの艦艇は、連合軍による潟の封鎖を免れるべく急いで外海へ後退し、ルーデン島沿岸の友軍の艦隊に合流した。この艦隊は1715年8月8日、それまでに集結していたデンマーク艦隊の全てと海戦に及ぶ。このヤスムント沖の海戦でトロンパー・ヴィークから出撃したデンマーク艦隊は、スウェーデン艦隊をボーンホルム島へと撃退した。カール12世は、この海戦を117メートルの高台に据えた王座から見ていたという。結果としてスウェーデンの海上戦力は打ち破られ、艦隊はカールスクルーナへの継続的な逼塞を強いられる。そして小規模な艦隊が、シュトラールズントとリューゲン島の連絡を保つのみとなった。さらに、ラーベ提督を上級指揮官とするデンマーク艦隊へジョン・ノリス提督率いるイギリス艦隊が合流し、スウェーデン本土とスウェーデン領ポメラニアの間のいかなる連絡をも遮断したのである。また、ウーゼドム島に閉じ込められていたセーステッド提督の小艦隊もこの時、再び自由となった。
ペーネミュンデ砦の攻囲戦が地勢によって長期化する見通しとなった時、フリードリヒ・ヴィルヘルム1世はアルニム中将に砦へ突撃し、占領するよう命じた。この攻撃は1715年8月22日、攻略部隊に多大な損害を強いつつも遂行された。手榴弾を装備した擲弾兵300名を含む合計1,000名が三つの戦列に分かれ、激しい抗戦に遭いながらも砦に進攻したのである。絶望的な戦いを繰り広げた守備隊のほとんどは討たれ、残りの者は捕虜となった。寄せ手は戦死者155名と負傷者458の損害を被った。これらの数字は、戦いの激しさを物語っている。
1715年12月25日、セーステッド中将率いるデンマーク海軍がノイエン・ティーフ水路の封鎖線を攻撃した。かつてスウェーデンに仕えていた水先案内人の裏切りによって、デンマーク艦隊は封鎖線の突破とグライフスヴァルト湾への進入を果たす。これと8月末のウーゼドム島の攻略によって、シュトラールズントで使用する予定の攻城砲がペーネ川を経由し、シュテッティーンからアンクラムへ運び込めるようになった。アンクラムからは水路と陸路の両方を利用し、グライフスヴァルトを通過して補給物資がシュトラールズントへと運ばれた。
10月、砲撃に使う重砲がようやく到着する。10月18日にはシュトラールズントの前面で塹壕が掘削された。11月3日には、海側から不意打ちをかけた突撃部隊が800名の守備隊を破った後、フランケン門の前にある堡塁群の占領が果たされた 。現地に詳しいマクシミリアン・アウグスト・ケッペン中佐（1717年没）の指揮下、1,700名の志願兵がスウェーデン軍に察知されていなかった砂州を干潮の間に渡り、その防衛陣地を迂回したのである。奇襲に加え、他の部隊による正面からの攻撃を受けた守備隊の内、逃れた者はわずかに過ぎなかった。ケッペンはその功績によってフリードリヒ・ヴィルヘルム1世から高級副官及び貴族に取り立てられ、ハーフェルラントの古来の名門であるブレードウ家のアンナ・ルイーゼと結婚したが、この作戦で風邪を引き、長い闘病の末に没している。

#### リューゲン島の攻略
陸からシュトラールズントが包囲され、スウェーデン軍による海上封鎖が成功裡に排除され、ウーゼドム島が占領されると、デンマーク、プロイセンとザクセンの連合軍は長らく意図していたリューゲン島攻略の前提が満たされたと判断した。同島の支配は、そこが要塞都市シュトラールズントへ補給と増援を送ることができる唯一の道となっていたため、重要だったのである。これに先立ってデンマーク、ザクセンとロシア各国の軍が敢行していた1711年と1713年の攻囲戦では、リューゲン島の支配を欠いていたことが失敗の主な原因であった。
リューゲン島の制圧に向けて、連合諸国は大規模な軍を動かした。10月中旬、輸送船がグライフスヴァルトに到着する。この作戦に向けて歩兵24個大隊、騎兵35個中隊と大砲26門（合わせて歩兵19,000名と騎兵3,500名）が用意された。その内、デンマーク軍は歩兵10個大隊と騎兵16個中隊を提供した。プロイセン軍は歩兵19個大隊と騎兵15個中隊を現地に集め、ザクセン軍は歩兵4個大隊と騎兵2個中隊を差し向けたのである。プロイセンの元帥、アンハルト＝デッサウ侯レオポルト1世がこの軍団の上級指揮権を担った。その下に、デンマーク軍から騎兵の指揮官としてフランツ・ヨアヒム・フォン・デーヴィッツ中将、並びに歩兵の指揮官としてヴィルケン将軍が配される。
スウェーデン軍はこの島に4,500名の守備隊を置いており、その指揮はカール12世が執っていた。その構成は騎兵12個中隊と歩兵5個大隊である。他には大砲12門があった。連合諸国の侵攻軍は10月末、グライフスヴァルトに集結する。11月8日には、ルートヴィヒスブルクで部隊の搭乗が始まった。プロイセン国王フリードリヒ・ヴィルヘルム1世とデンマーク国王フレゼリク4世も、この上陸に参加する。11月11日、輸送船500隻に分乗した侵攻部隊はセーステッド提督率いるデンマーク艦隊に護衛され、ついにリューゲン島へ向けて動き出した。この艦隊は、グラーボウに近い島の南端、パルマー・オルトに向かう。しかし、連合軍にそこで上陸する意図はなかった。なぜならカール12世率いる守備隊の全軍が、同地で準備を整えていたからである。本来はより東側にある無防備な場所で陸に上がる予定であったが、激しい嵐が巻き起こったため、艦隊は再び順風に恵まれる11月15日まで方向転換と待機を強いられた。

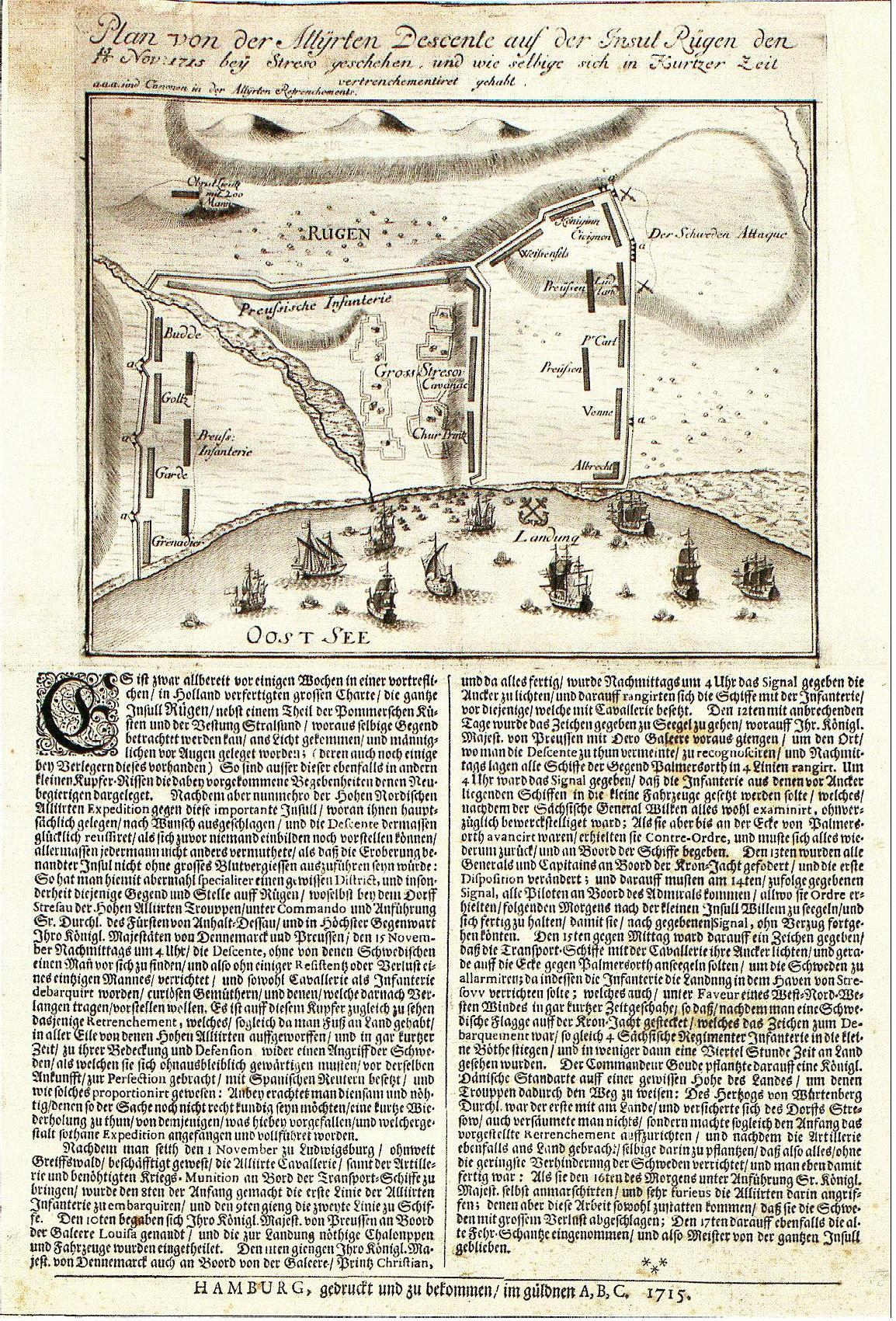
シュトレーゾウにおける連合軍の上陸とその編成、並びに続いて敢行されたスウェーデン軍による攻撃の地点を描いた絵。

上陸の可能性をもってスウェーデン軍を脅かすべく、騎兵を乗せた船は一時的にパルマー・オルトに留まった。セーステッド中将は、歩兵とともにグライフスヴァルト湾のシュトレーゾウへ向かう。雨と霧のおかげで、この動きはスウェーデン軍に察知されなかった。シュトレーゾウに到着した後、中将は騎兵を乗せた残りの船に信号を送り、自らに続くよう指示する。騎兵の船が去ったのを見たカール12世は、待つことなく即座に2,000名を率いてシュトレーゾウへ向かった。
11月15日、悪天候を突いて侵攻軍がシュトレーゾウへの上陸を敢行する。部隊の揚陸は迅速に行われた。そこにいたのは、スウェーデン竜騎兵の小部隊のみである。このため、上陸中の部隊は何らの抵抗も受けなかった。2時間の内に歩兵10,000名と砲兵が揚陸を果たす。アンハルト＝デッサウ侯の指揮下、すぐに陣地、障害物と拒馬の設置が始まった。夕方には、その作業もほとんど終わる。歩兵に比べれば、騎兵の揚陸は進まなかった。夜が来るまでに、上陸を果たした騎兵は5個中隊に留まる。陸に上がる際、多くの兵士が水に濡れた。そのため、夜の間に衣服を乾かすべく、随所で火が焚かれた。しかし、これらの焚火はスウェーデン軍にとっても上陸部隊の発見と情報収集を容易にした。
カール12世の戦術は15年前にナルヴァの戦いで勝利を収めた時と同じく、一点に集中攻撃を加え、防衛線を突破した上で、敵軍を側面から撃退することにあった。その襲撃を実施するべく、カール12世が選んだ地点はデンマーク軍のイスケ連隊が守っていた。早朝の3時から4時にかけて、スウェーデン軍の攻撃が始まる。歩兵2個大隊をもって細長い戦列を形成する一方、砲兵も位置に就いた。デンマーク軍の槍兵はこの戦列を見つけ、警報を発した。
戦列はいよいよ攻撃に移ると、マスケット銃の激しい迎撃を受けた。一発も撃ち返すことなく、スウェーデン歩兵は前進する。彼らは拒馬を乗り越え、築かれていた土塁も飛び越えた。この襲撃は、イスケ連隊が一瞬揺らぐほど猛烈であった。しかし同連隊はすぐに持ち直し、激しく応射し始める。間もなくデンマーク軍は増援を受け、スウェーデン軍の撃退に成功した。その間に、カール12世は拒馬がある場所に陣取り、新たな攻撃に向けて自軍を再編する。しかしスウェーデン軍は再び激しい銃火に迎撃され、短時間の白兵戦を経て押し戻された。事実か疑われているものの、カール12世はこの時、「もはや神は私に味方していないのか？」と叫んだという。戦闘開始から15分後、アンハルト＝デッサウ侯はデーヴィッツ中将に、プロイセン軍とザクセン軍の騎兵5個中隊をもってスウェーデン軍の側面を突くよう命じた。しかし、これはスウェーデン騎兵に撃退された。血なまぐさい戦いは続いたが、それはやがて激しい応戦を背景とした、スウェーデン軍全体の撤退戦へと発展する。カール12世は胸に銃弾を受けて負傷し、乗馬の下敷きになった。そしてやっとのことで間一髪の瞬間、救助されたのである。
1時間あまり続いた、この戦いの損害は大きかった。スウェーデン軍は全ての大砲を失い、歩兵は実質的に全滅した。将官4名が戦死するか、命を落とすほどの重傷を負う。スウェーデン軍が合計500名から600名の死傷者を出した一方、この歩兵戦の主力となったデンマーク軍では93名が死傷している。ザクセン軍は騎兵戦で死傷者36名、プロイセン軍は49名を出した。
この戦いの後、スウェーデン軍は防備を固めたアルテフェーアの陣地に撤退し、その掩護の下でシュトラールズントへ移動した。それでも同軍からは、1,200名の脱走兵が出ている。連合軍はその間、スウェーデン軍を追撃していた。明くる1715年11月17日、リューゲン島に残存した最後のスウェーデン軍部隊が降伏する。将官4名、士官99名と兵549名が捕虜となった。取り決めの結果、リューゲン島はデンマークの手に渡ることになっていたので、同国の歩兵4個大隊と騎兵12個中隊が島に残り、他の部隊は大陸へ戻った。

#### シュトラールズントの陥落

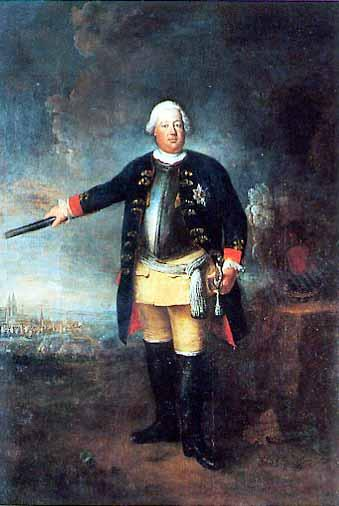
1715年のシュトラールズント攻囲戦を指揮するプロイセン国王フリードリヒ・ヴィルヘルム1世。（1729年の絵画）

リューゲン島が陥落した後、全軍はシュトラールズントの町の攻略に集中した。町の状況はリューゲン島の失陥により、ほぼ絶望的となっていた。守備隊は塹壕に分散したプロイセン猟兵の狙撃を受け、大きな損害を被る。1715年12月1日、シュトラールズントに対する砲撃が始まった。これを受けてシュトラールズントの市長は、より大きな被害を免れるべく町を連合軍に無血で明け渡すよう、カール12世に要請したが拒否される。1週間後、プロイセン軍は全ての外堡に突撃した。陣地は次々と奪われていき、スウェーデン側の反撃も撃退された。同年12月17日には、カール12世が自ら守っていた最後の重要な角堡、フランケン砦が制圧される。翌日、カール12世が敢行した奪還の試みは失敗した。
12月22日の夜、連合軍の大砲によって通行可能な突破口が要塞の塁壁に開かれ、水堀が寒さで凍結し、大規模な攻撃が迫ると、カール12世は捕縛を免れるべく3名の従者とともに攻囲された要塞から逃れた。そして小さなヨットに乗って部分的に凍結したシュトレーラ海峡をヒッデンゼー島に向かって通過し、そこに残っていた最後のフリゲート艦に移乗し、一行の捕縛を試みたペーター・ヴェッセル大佐率いる艦隊の哨戒を掻い潜って安全にトレレボリに到着した。2日後の12月24日、シュトラールズントは連合軍に降伏した。

### シュトラールズント攻囲戦後の作戦行動
12月26日、プロイセン・デンマーク両国の王は指揮下の軍の先頭に立ち、シュトラールズントに入城した。スウェーデン兵は残らず捕虜となったが、数か月後に釈放されるか、連合軍に転仕した。このようにして、1716年7月1日に限ってもスウェーデン軍の捕虜600名が、プロイセン軍第18歩兵連隊に入隊している。
町の占領後、デンマーク国王フレゼリク4世はフリードリヒ・ヴィルヘルム1世との合意に基づき、シュトラールズントで臣従儀礼を受けた。こうしてシュトラールズントは、ほぼ5年間にわたってデンマークに併合されることとなる。
11月2日、ハノーファーから歩兵2個大隊と騎兵4個中隊が来援していたヴィスマールの攻囲戦は冬を越えて続き、厳しい寒さが攻囲軍を大いに苦しめた。10か月の攻囲を経た1716年4月19日、ヴィスマールはようやくプロイセン軍とハノーファー軍に攻略される。これによって、北ドイツ最後のスウェーデン領が敵軍の手に落ちた。その後、ヴィスマール要塞は破却された。

## 戦役の影響

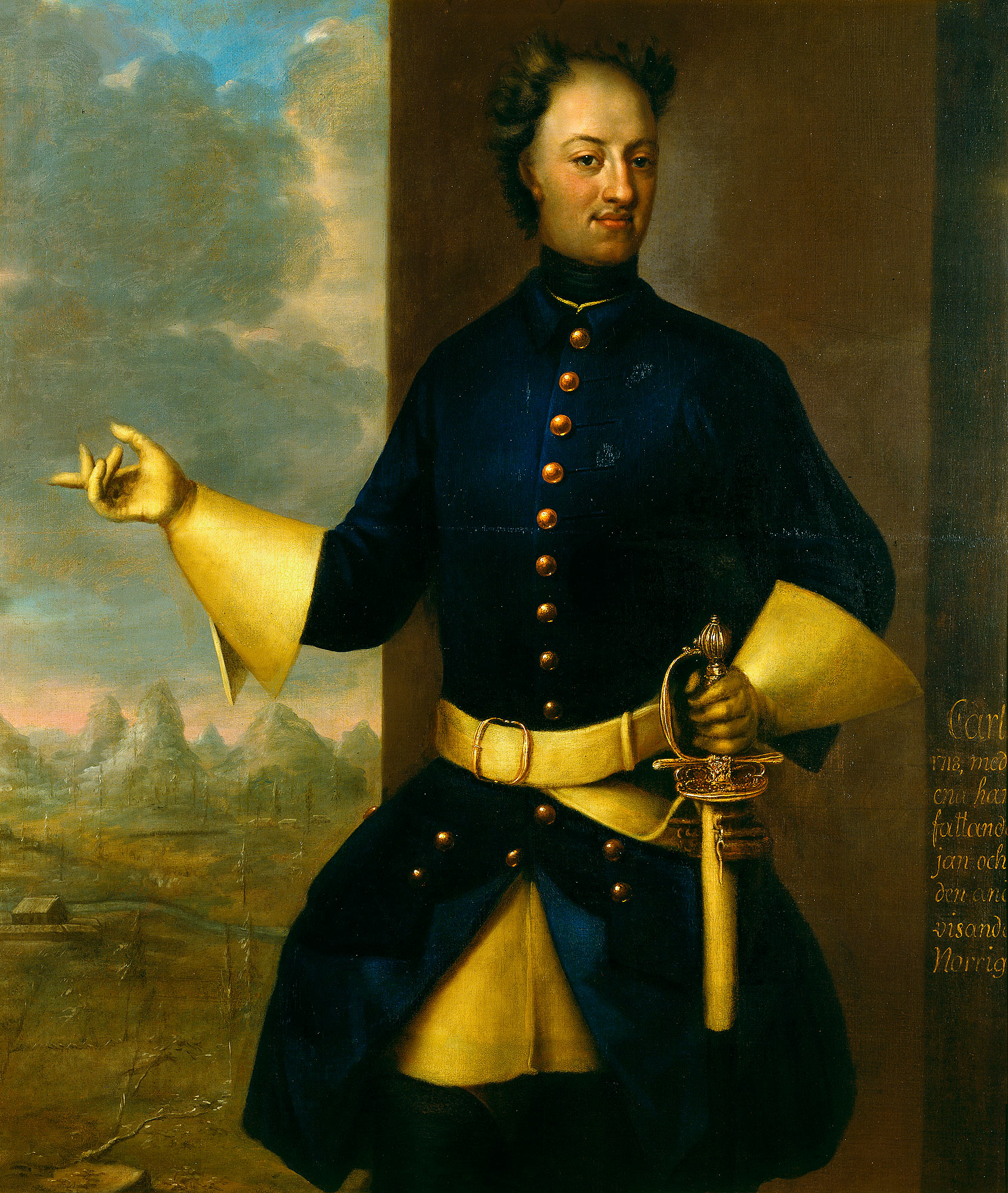
スウェーデン国王カール12世。（1715年頃）

カール12世はスウェーデンに帰還した後、なお3年間デンマークとの戦争を続けたが、再びドイツの地を踏むことはなかった。そして1718年12月、フレドリクスハルド要塞の攻囲戦において戦没する。その後、スウェーデンがヨーロッパの強国に復帰することはなかった。プロイセンはこの勝利により、北方からのあらゆる軍事的・政治的な圧力から脱する。
1720年1月21日、プロイセンとスウェーデンの間でストックホルム条約が締結され、講和が成立した。その結果、スウェーデンはオーダー川とペーネ川に挟まれた土地とともにシュテッティーン、ウーゼドム島、ヴォリン島、ヴィスワ潟、スヴィーネ河口とディーフェノウ湾をプロイセンに割譲する。その代償として、プロイセンは2,000,000ライヒスターラーをスウェーデンに支払った。スウェーデンはフォアポンメルンの内、ペーネ川以北の割譲を免れ、事実上喪失していた支配を回復し、シュトラールズントを1815年まで領土に留めることができた。1720年7月3日、フレゼリクスボー条約でデンマークとも講和を結んだが、このかつての交戦国に600,000ライヒスターラーの賠償金を支払うよう強いられている。

## その他

### 軍人王と巨人連隊
1715年7月12日、連合軍が攻囲戦に向けてシュトラールズントの門前に集結した時、その場に来ていたデンマーク国王は軍事に目がないフリードリヒ・ヴィルヘルム1世のため、長身に育った6名の擲弾兵を国王個人の連隊に譲渡し、大いに喜ばせた。
この連隊は当時としては非凡なほど長身な兵士、いわゆる「長身の者ども」（Lange Kerls）によって構成されていた。わざわざそのために、フリードリヒ・ヴィルヘルム1世は徴兵請負人をヨーロッパ中に送り、できるだけ大勢の長身な男性（1.88メートル以上）を獲得しようとしたのである。この趣味のためなら、それ以外のことでは節約に努めていた王も大金をかける覚悟であった。ヨーロッパの王侯の間では、彼のこの弱点は知られており、プロイセン国王との外交交渉にあたっては彼を買収できないかと、数名の大きな男性が「贈り物」として譲られることがあった。フリードリヒ・ヴィルヘルム1世は実際に交渉相手の目標達成に協力したことが何度かあり、その際に自身の収賄を許している。

### カール12世の逃避行
1715年12月23日、部分的に凍結していたシュトレーラ海峡は小舟に乗り合わせた4名の脱出を滞らせていた。そのため、この逃避行はまる1日続いた。これは誰の目にも遠くから見ることができ、その意味は残った守備隊にとって歴然としていた。デンマーク国王フレゼリク4世もこれを見て、一行を撃つべく砲兵隊を配置に就かせる。彼はカール12世を、絶対に逃したくなかった。シュトラールズントで捕らえられなければ、命を奪うべきだと考えていたのである。
プロイセン国王フリードリヒ・ヴィルヘルム1世は、カール12世をその軍人としての美徳ゆえにとても尊重していたとされ、辛抱強くフレゼリク4世と言い争い、カール12世への砲撃を止めさせようとしたとされる。それでも砲兵隊が射撃を続けると、軍人王はプロイセン軍のある連隊を砲口の前に進ませた。そして、「まず我々を撃たれよ。」と叫んだという。

### シュトラールズント攻囲戦の記念

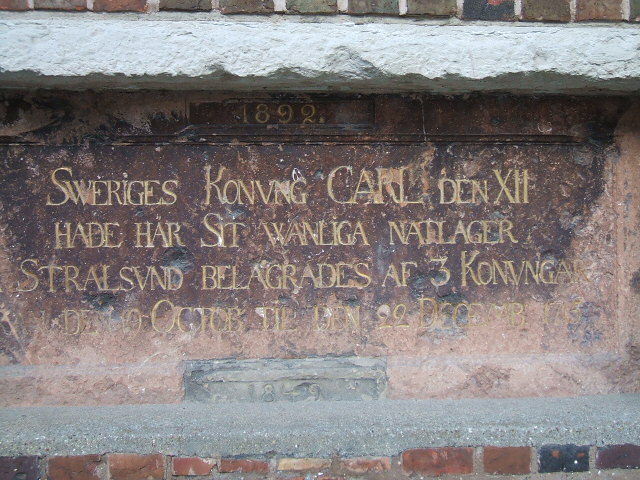
スウェーデン国王カール12世を記念した銘板。

1715年、カール12世はプロイセン、ザクセンとデンマークの軍を相手にシュトラールズントで防戦に努めていた時、しばしばフランケン門のある壁の窪みに身を横たえ、休息をとったとされる。スウェーデン産の石灰岩で作られた1枚の銘板が、下記の碑文とともにそのことを記念している。

## 文献
- ハンス・ブラーニヒ（ドイツ語版）:Geschichte Pommerns. Teil II: Von 1648 bis zum Ende des 18. Jahrhunderts. Böhlau Verlag, Köln 2000, ISBN 3-412-09796-9.
- Herbert Ewe: Geschichte der Stadt Stralsund. Verlag Hermann Böhlaus Nachfolger, Weimar 1984.
- クルト・ヤニー（ドイツ語版）:Geschichte der Preußischen Armee. Vom 15. Jahrhundert bis 1914. Band 1: Von den Anfängen bis 1740. Biblio-Verlag, Osnabrück 1967, p.632–641.
- Joachim Krüger: Wolgast in der Asche. Ausgewählte Quellen zur Lustration der Stadt in der Dänenzeit (1715–1721). (= Publikationen des Lehrstuhls für Nordische Geschichte. Band 8). Greifswald 2007, ISBN 978-3-86006-295-1.
- Martin Meier: Festungskrieg – die Belagerung Stralsunds 1715. In: Militärgeschichte. Zeitschrift für historische Bildung. Band 1, 2006, p. 10–13.
- ヘルマン・フォーゲス（ドイツ語版）: Die Belagerung von Stralsund im Jahre 1715. Verlag L. Saunler, Stettin 1922.